# أوزيبيو بلاسكو
أوزيبيو بلاسكو (بالإسبانية: Eusebio Blasco)‏ هو كاتب مسرحي وصحفي وكاتب وشاعر إسباني، ولد في 28 أبريل 1844 في سرقسطة في إسبانيا، وتوفي في 25 فبراير 1903 في مدريد في إسبانيا.

## وصلات خارجية
- أوزيبيو بلاسكو على موقع ميوزك برينز (الإنجليزية)